# Maser (Italia)
Maser es un municipio italiano de la provincia de Treviso, en Véneto, ubicada a unos 50 kilómetros al noroeste de Venecia y alrededor de 25 km al noroeste de Treviso. Tiene una población estimada, en marzo de 2021, de 5113 habitantes.

## Geografía
El municipio de Maser contiene las frazioni (subdivisiones, principalmente pueblos y aldeas) Coste, Crespignaga, y Madonna della Salute. Maser limita con los siguientes municipios: Altivole, Asolo, Caerano di San Marco, Cornuda y Monfumo.

## Villa Barbaro
El principal atractivo artístico de Maser es la Villa Barbaro, construida por Andrea Palladio entre 1550 y 1560 para Daniele Barbaro, patriarca de Aquilea, y su hermano Marcantonio, embajador de la República de Venecia, transformando el viejo palacio medieval de Maser de propiedad de la familia en una espléndida casa de campo dedicada al estudio de las artes y a la contemplación intelectual. Para ocuparse de las decoraciones se llamó a el Veronés que en el ciclo de frescos del piano nobile realizó una de sus obras maestras, y Alessandro Vittoria, brillante alumno de Sansovino que se ocupó de los acabados en estuco de toda la villa.

## Evolución demográfica
| Gráfica de evolución demográfica de Maser entre 1861 y 2001 |
|                                                             |
| Fuente ISTAT - elaboración gráfica de Wikipedia             |